# فرودگاه پاس/دریاچه گریس
فرودگاه پاس/دریاچه گریس (به انگلیسی: The Pas/Grace Lake Airport) یک فرودگاه همگانی است که یک باند فرود شن دارد و طول باند آن ۱۰۰۰ متر است. این فرودگاه در کشور کانادا قرار دارد و در ارتفاع ۲۶۶ متری از سطح دریا واقع شده است.